# Acinodendron gratissimum
Acinodendron gratissimum là một loài thực vật có hoa trong họ Mua. Loài này được (Benth. ex Triana) Kuntze mô tả khoa học đầu tiên năm 1891.